# ژیلینو
ژیلینو (انگلیسی: Zhilino) یک شهرک در منطقه شهری اوفای جمهوری باشقیرستان در کشور روسیه است.